# 景瑞雪
景瑞雪（1988年7月4日—）生于陕西榆林，是一名中国摔跤运动员，在2012年倫敦奧運會女子自由式63kg决赛中不敌日本选手伊调馨，获得银牌。

## 資料來源
1. ↑  . Official site of the London 2012 Olympic and Paralympic Games. （原始内容存档于2012-08-27）.